# Johan Björling
Johan Emanuel Björling, född 19 februari 1913 i Lunds domkyrkoförsamling, död 9 juli 1991 i Slottsstadens församling, Malmö, var en svensk jurist och borgmästare.

## Biografi
Björling blev juris kandidat vid Lunds universitet 1936, genomförde tingstjänstgöring 1937–40, blev fiskal i Hovrätten över Skåne och Blekinge 1940, tingssekreterare 1943–1946, e.o. assessor 1948, revisionssekreterare 1955–1962 (t.f.1954), häradshövding i Frosta och Eslövs domsaga 1962–1967 samt borgmästare (Malmös siste) i Malmö 1967–1970, följt av lagman i Malmö tingsrätt 1971-1980. 
Björling var notarie med sekreterargöromål i första lagutskottet 1944 och 1945, sekreterare där 1947, t.f. riksåklagare i särskilda mål 1958 och 1959 då han bl.a. handlade målet mot biskop Dick Helander. Björling var t.f. justitiekansler 1961. Han genomförde utredningar angående radions juridiska ansvar 1961–1962 och 1964–1965 och medverkade i utredningar rörande domstolsadministration och trafikonykterhet.
Björling var ordförande i Sveriges domareförbund 1973–1978. Han är begravd på Norra kyrkogården i Lund.

## Utmärkelser
- Riddare av Nordstjärneorden

## Familj
Björling var son till Carl Georg Björling och Clara, född Dieden. Han var gift med Inga Hallgren (1907–1998), som var dotter till direktör Mathias Hallgren och hans hustru Hilma, född Andersson.